# Echiochilon
. 
Echiochilon, rod boražinovki smješten u tribus Echiochileae, dio potporodice Boraginoideae. Pripada mu 16 vrsta iz pustinjskih područja od Maroka do Indije, uglavnom Arabija.

## Vrste
1. Echiochilon arabicum (O. Schwartz) I. M. Johnst.
2. Echiochilon baricum Lönn
3. Echiochilon callianthum Lönn
4. Echiochilon chazaliei (Boiss.) I. M. Johnst.
5. Echiochilon collenettei I. M. Johnst.
6. Echiochilon cyananthum Lönn
7. Echiochilon fruticosum Desf.
8. Echiochilon johnstonii Cufod.
9. Echiochilon jugatum I. M. Johnst.
10. Echiochilon kotschyi (Boiss. & Hohen.) I. M. Johnst.
11. Echiochilon lithospermoides (S. Moore) I. M. Johnst.
12. Echiochilon longiflorum Benth.
13. Echiochilon pauciflorum (Stocks) Långström & M. W. Chase
14. Echiochilon persicum (Burm. fil.) I. M. Johnst.
15. Echiochilon pulvinatum A. G. Mill. & L. Urb.
16. Echiochilon simonneaui Faurel & Dubuis

## Sinonimi
- Chilochium Raf.
- Tetraedrocarpus O.Schwarz
- Leurocline S.Moore
- Sericostoma Stocks
- Echiochilopsis Caball.